# Принцип мінімуму вільної енергії
При́нцип мі́німуму ві́льної ене́ргії (рос. принцип минимума свободной энергии, англ. principle of minimum free energy; нім. Prinzip n der minimalen freien Energie f) — принцип, згідно з яким у будь-якій термодинамічній системі при сталому об'ємі та температурі можуть протікати тільки такі спонтанні (самопливні) процеси, в результаті яких вільна енергія Гельмгольца системи знижується.
Принцип мінімуму вільної енергії витікає з другого закону термодинаміки.

## Практичне значення
Практичне значення цього принципу полягає в тому, що він дозволяє встановити напрямок тих чи інших процесів, умови стійкої термодинамічної рівноваги і найімовірніший стан системи. В гірництві принцип мінімуму вільної енергії застосовується до багатьох процесів видобування і переробки корисних копалин. Наприклад, для флотаційного процесу цей принцип практично застосовується при вивченні процесів на поверхні розділу «тверде-рідина», «рідина-газ», «тверде-газ» і «рідина-рідина». Принцип мінімуму вільної енергії покладений в основу енергетичної гіпотези відсадки і т. д.